# The Best People
The Best People er en amerikansk stumfilm fra 1925 instrueret af Sidney Olcott.

## Medvirkende
- Warner Baxter som Henry Morgan
- Esther Ralston som  Alice O'Neil
- Kathlyn Williams som Mrs Lenox
- William Austin som Arthur Rockmere
- Larry Steers som Throckmorton
- Margaret Livingston som Milly Montgomery
- Joseph Striker som Bertie Lenox